# Amerila saalmuelleri
Amerila saalmuelleri är en fjärilsart som beskrevs av Rothschild. Amerila saalmuelleri ingår i släktet Amerila och familjen björnspinnare. Inga underarter finns listade i Catalogue of Life.